# Terukuni Manzō
Terekuni Manzō (Akita, 10 gennaio 1919 – Tokyo, 20 marzo 1977) è stato un lottatore di sumo giapponese che conservò il titolo di yokozuna (gran campione) per undici anni.
Nonostante fosse alto solo 174 centimetri, esordì nel mondo del sumo professionistico a soli 16 anni, nel 1935. Dopo alcune prestazioni promettenti, all'inizio degli anni Quaranta parve un atleta in crisi. La strepitosa vittoria contro Futabayama ottenuta nel torneo di Osaka nel 1942 lo riscattò, facendolo entrare nella storia di questo sport e consacrandolo come trentottesimo yokozuna della storia del sumo professionistico.
Difese tenacemente il suo titolo fino al 1953, anno in cui si ritirò. Da quel momento in poi divenne un apprezzato commentatore televisivo, prima che il diabete lo stroncasse il 20 marzo 1977. In totale ha disputato 271 incontri, vincendone 165 e conquistando in tutto una quarantina di tornei.